# Kūh-e Shīr Kūh
Kūh-e Shīr Kūh (persiska: كوه شير كوه) är en bergskedja i Iran.   Den ligger i provinsen Yazd, i den centrala delen av landet, 500 km sydost om huvudstaden Teheran.